# Brooke Davis
Brooke Penelope Davis es un personaje de la serie One Tree Hill, interpretado por Sophia Bush.
Brooke nació en el Hospital del Condado de New Brunswick en Tree Hill, Carolina del Norte, el 4 de marzo de 1988. Hija de Richard Edgar Davis y Victoria Anne Davis (de soltera Montgomery). En los inicios de la serie se caracterizaba por ser una adolescente alocada, capitana de las animadoras y bastante promiscua, aficionada a poner apodos al resto de compañeros (como en el caso de Haley-”chica tutora”, o en el de Peyton-”P. Sawyer”).
A medida que avanza la serie podemos ver como va convirtiéndose en una chica madura e independiente, sobre todo gracias a su relación con Lucas Scott y a su estancia en la casa de éste, en la que Karen, la madre de Lucas, se convirtió en una figura materna para ella. Este es un hecho importante para ella, ya que su relación con sus padres es casi inexistente debido a que se encuentran viajando la mayor parte del tiempo.
Mantiene una estrecha relación con Peyton Sawyer, su mejor amiga desde los nueve años pero a lo largo de la serie esta relación se deteriorará.

## Primera temporada
Al iniciar la serie Brooke es la típica animadora popular y rica. En esta temporada es un personaje que aporta momentos cómicos a la serie.
En esta temporada empieza a sentir algo por Lucas Scott, pero él no siente lo mismo por ella y la rechaza, ya que no considera posible llegar a tener una relación con Brooke, siendo ella como es. A esto se le tiene que añadir que él está enamorado de Peyton. Pero las cosas cambian cuando en una fiesta alguien droga a Peyton, y Brooke, preocupada, llama a Lucas en busca de ayuda. A partir de ese momento él ve que Brooke tiene un lado que él desconocía, y cambia su opinión sobre ella, lo que hace que empiecen a salir de forma eventual. Pero esta relación no dura mucho, ya que Lucas se da cuenta de que sus sentimientos por Peyton son muy fuertes como para ser ignorados y viceversa, así que empiezan una relación en secreto. Cuando Brooke se entera de esto, decide cortar su relación con ambos, ya que se siente traicionada. Cuando esto sucede, Peyton, que se siente culpable, decide terminar con Lucas, pero esto no le sirve de nada a Brooke.
Después de su ruptura con Lucas, tiene un falso embarazo. Lucas, al enterarse le muestra su apoyo y le dice que él estará allí para lo que ella necesite pero ella, dolida y orgullosa por lo sucedido le ignora. Después esto, al enterarse de que no estaba embarazada decide seguir fingiendo para recibir la atención de Lucas y poner celosa a Peyton. Peyton, que se da cuenta de lo que Brooke pretende le cuenta a Lucas que ella está mintiendo, pero tal y como Brooke quería, este comentario enfada a Lucas, el cual acusa a Peyton de mentirosa. Finalmente, cuando se descubre que el embarazo era solo una mentira, Brooke recapacita y decide que ya es hora de hacer las paces con Peyton, cosa que hace durante una fiesta en la playa. Durante dicha fiesta se acercó a Peyton cuando le dijo “te quiero, P, Sawyer”, a lo que Peyton respondió “Yo también te quiero B. Davis”.
- Datos: Q948901